# 콜라코스키 수열

유희 수학에서, 콜라코스키 수열(Kolakoski sequence, Oldenburger-Kolakoski sequence)은 스스로의 런 렝스 부호화와 일치하며, 1부터 시작하는, 1과 2로 구성된 수열이다. 1965년 이 수열을 기술한 유희 수학자 윌리엄 콜라코스키(1944~97)의 이름을 딴 수열이지만, 그 이전인 1939년 루푸스 올덴버거(Rufus Oldenburger)가 이에 관해 논한 적이 있다.

## 정의
콜라코스키 수열은 1부터 시작하며, 같은 수가 연속되는 부분의 길이들의 수열이 스스로와 일치하는, 유일한 {\displaystyle \{1,2\}} 값의 수열이다. 즉, 다음과 같다.
- 첫 항만큼 1을 항으로 추가한다. 첫 항은 1이므로, 1을 하나 추가하며, 이는 수열의 첫 항이다.
- 둘째 항만큼 2를 항으로 추가한다. 둘째 항은 2이므로, 2를 둘 추가한다.
- 셋째 항만큼 1을 항으로 추가한다. 셋째 항은 2이므로, 1을 둘 추가한다.
- 넷째 항만큼 2를 항으로 추가한다. 넷째 항은 1이므로, 2를 하나 추가한다.
- 이와 같이 반복한다.

콜라코스키 수열의 초기 항은 다음과 같다.
1, 2, 2, 1, 1, 2, 1, 2, 2, 1, 2, 2, 1, 1, 2, 1, 1, 2, 2, 1, 2, 1, 1, 2, 1, 2, 2, 1, 1, ... (OEIS의 수열 A000002)

## 성질

### 비주기성
콜라코스키 수열은 세제곱 인수가 없는 수열(영어: cube-free sequence)이다 (즉, 1과 2의 문자열로 여겼을 때, 빈 문자열이 아닌 유한 문자열 {\displaystyle w}에 대하여 {\displaystyle www} 꼴의 부분 문자열을 갖지 않는다). 특히, 콜라코스키 수열은 최종적으로 주기 수열이 아니다.

### 1의 밀도
콜라코스키 수열 속 1의 점근 밀도가 존재하는지, 만약 존재한다면 1/2인지 여부는 알려지지 않았다. 하지만 다음과 같은 (점차 개선되는) 부분적인 결과가 존재한다.
- 1의 상 점근 밀도 및 2의 상 점근 밀도 < 0.50084[7]
- 1의 상 점근 밀도 및 2의 상 점근 밀도 ≤ 0.500080[8]

### 점화식
콜라코스키 수열은 다음과 같은 점화식을 갖는다.
{\displaystyle K_{1}=1}
{\displaystyle K_{2}=2}
{\displaystyle K_{n}=K_{n-1}+(3-2K_{n-1})\left(n-\sum _{i=1}^{1+\sum _{j=2}^{n-1}|K_{j}-K_{j-1}|}K_{i}\right)\qquad (n\geq 3)}

## 같이 보기
- 읽고 말하기 수열

## 참고 문헌
1. 1 2  Sloane, N. J. A. (편집.). “Sequence A000002 (Kolakoski sequence: a(n) is length of n-th run; a(1) = 1; sequence consists just of 1's and 2's)”. 《The On-Line Encyclopedia of Integer Sequences》. OEIS Foundation.
2. ↑  Pytheas Fogg, N. (2002).  Berthé, Valérie; Ferenczi, Sébastien; Mauduit, Christian; Siegel, A., 편집. 《Substitutions in dynamics, arithmetics and combinatorics》. Lecture Notes in Mathematics 1794. Berlin: Springer-Verlag. 93쪽. ISBN 3-540-44141-7. Zbl 1014.11015.
3. ↑  Kolakoski, William (1965). “Problem 5304”. 《American Mathematical Monthly》 72: 674. doi:10.2307/2313883. For a partial solution, see Üçoluk, Necdet (1966). “Self Generating Runs”. 《American Mathematical Monthly》 73: 681–682. doi:10.2307/2314839.
4. ↑  Oldenburger, Rufus (1939). “Exponent trajectories in symbolic dynamics”. 《Transactions of the American Mathematical Society》 46: 453–466. doi:10.2307/1989933. MR 0000352.
5. ↑  Carpi, Arturo (1994). “On repeated factors in {\displaystyle C^{\infty }}-words”. 《Information Processing Letters》 (영어) 52 (6): 289--294. doi:10.1016/0020-0190(94)00162-6. ISSN 0020-0190. MR 1307746. Zbl 0938.68698.
6. ↑  Kimberling, Clark. “Integer Sequences and Arrays”. University of Evansville. 2016년 10월 13일에 확인함.
7. ↑  Chvátal, Vašek (December 1993). 《Notes on the Kolakoski Sequence》. Technical Report 93-84. DIMACS.
8. ↑  Nilsson, J. “Letter Frequencies in the Kolakoski Sequence” (PDF). Acta Physics Polonica A. 2014년 4월 24일에 확인함.
9. ↑  Steinsky, Bertran (2006). “A recursive formula for the Kolakoski sequence”. 《Journal of Integer Sequences》 (영어) 9 (3): Article 06.3.7 (총 5쪽). EuDML 52959. ISSN 1530-7638. MR 2240857. Zbl 1104.11012. EMIS. EMIS FT.